# 마이클 린턴
마이클 마크 린턴(영어: Michael Mark Lynton, 1960년 1월 1일 ~ )은 미국의 기업인이다. 하버드대학교와 하버드 경영대학원을 졸업했다. 2004년부터 소니 픽처스 엔터테인먼트의 회장직을 맡고 있다.